# Allwetterzoo Münster
Koordinaten: 51° 56′ 47″ N, 7° 35′ 30″ O
Der Allwetterzoo Münster ist ein parkartiger zoologischer Garten im westfälischen Münster. Er trägt seinen Namen aufgrund der von den Zooarchitekten bei der Errichtung angelegten „Allwettergänge“, die es ermöglichen, viele Häuser des Zoos auf überdachten Wegen zu erreichen.
Vorgänger des Zoos war der im Jahr 1875 eingeweihte und Ende 1973 geschlossene Zoologische Garten zu Münster. Bis 1974 entstand der heutige, in einem Waldgelände nahe dem Aasee gelegene Allwetterzoo Münster.
Träger des Zoos ist die Westfälischer Zoologischer Garten Münster GmbH, deren Hauptgesellschafter der Zoo-Verein Münster (offiziell: Westfälischer Zoologischer Garten e. V.) ist. Die Stadt Münster hält rund 45 Prozent.
Im Zoo untergebracht sind zudem das Westfälische Pferdemuseum sowie das Internationale Zentrum für Schildkrötenschutz.
Der Zoo liegt in Münster-Sentrup in der Nachbarschaft des Mühlenhof-Freilichtmuseum Münster und des LWL-Museum für Naturkunde am Aasee an der Sentruper Straße.

## Geschichte

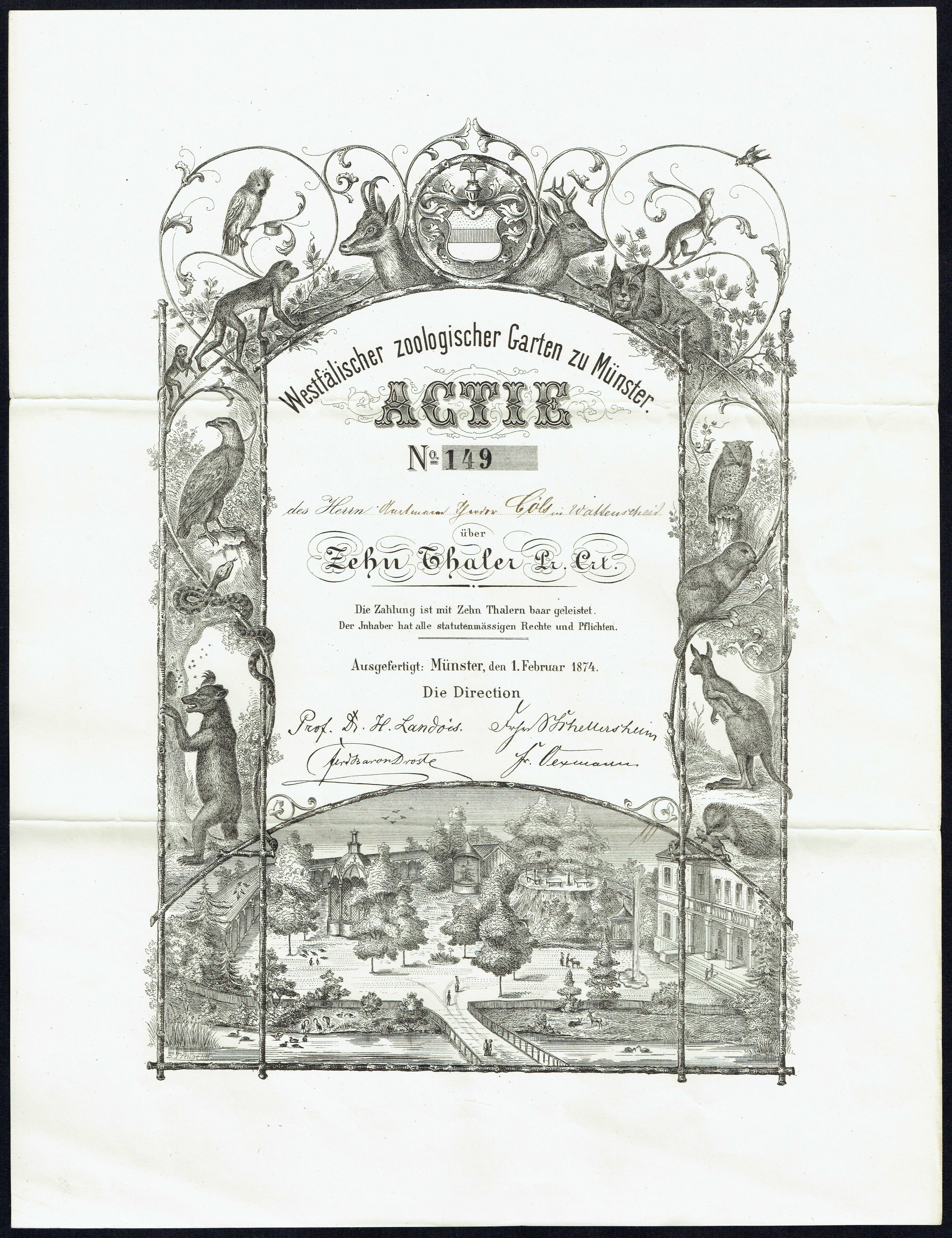
Aktie über 10 Thaler des Westfälischen Zoologischen Gartens zu Münster vom 1. Februar 1874

### 1871 bis 1918

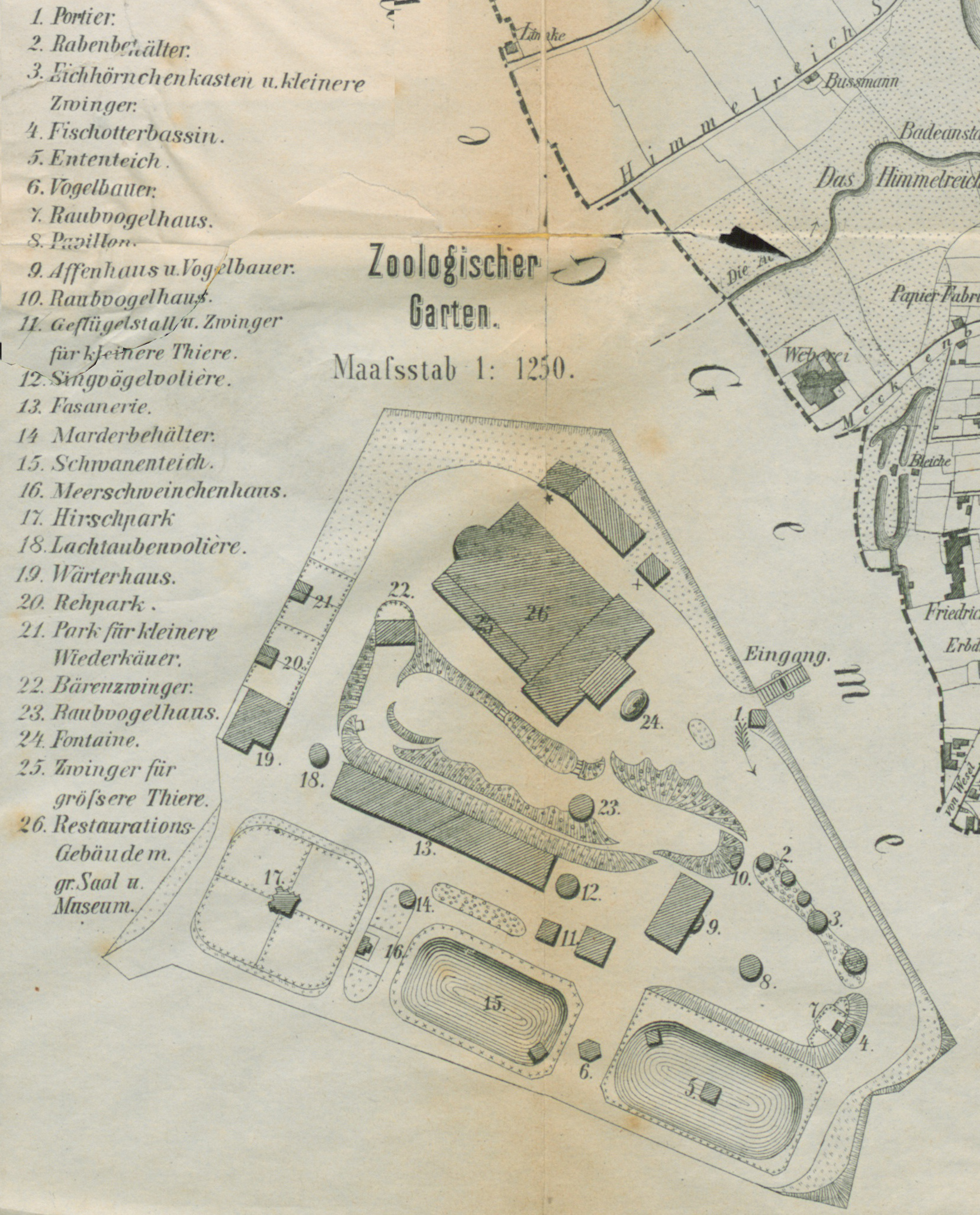
Plan des Zoologischen Gartens um 1880

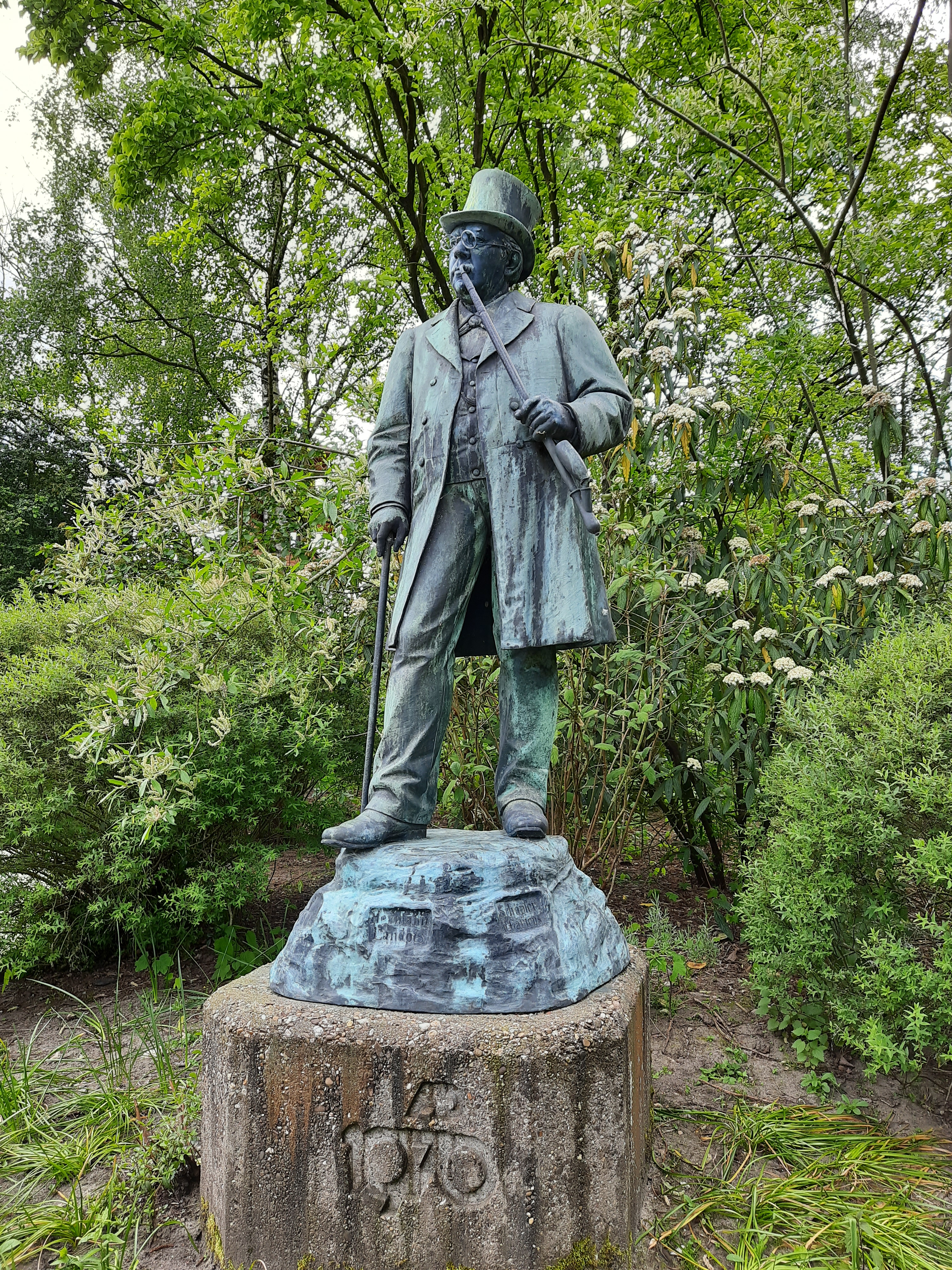
Landois-Statue des Bildhauers August Schmiemann

Am 25. Juli 1871 wurde der heutige Zoo-Verein als „Westfälischer Verein für Vogelschutz, Geflügel- und Singvögelzucht“ gegründet. Im Dezember 1873 veröffentlichte der deutsche Zoologe Hermann Landois seinen „Aufruf zur Errichtung eines Westfälischen zoologischen Gartens zu Münster“, und es wurde eine Gesellschaft zur Errichtung eines Tiergartens gegründet. Am 26. Juni 1875 erfolgte die Eröffnung des Westfälischen Zoologischen Gartens an der Himmelreichallee. Ebenfalls 1876 wurde das neue Affenhaus mit Landoisklappen eingeweiht. Ein Bärenkäfig folgte 1878. Im neu gegründeten Zoo fanden bald auch Völkerschauen statt – zwischen 1879 und 1928 mindestens 21 solcher Schauen unter anderem von „Nubiern“, „Samoanern“ oder „Lappländern“. 1883 wurde ein Wolfsbau und im Folgejahr ein Saupark eröffnet. 1886 wurde das erste Aquarium eröffnet. 1890 bezogen Rentiere den Zoo. Am 26. Juni 1891 erfolgte die Einweihung des Provinzialmuseums für Naturkunde (heute: LWL-Museum für Naturkunde). 1892 bezog Landois seinen neu erbauten Wohnsitz Tuckesburg direkt neben dem Zoo, in dem ab diesem Jahr erstmals Elefanten zu sehen waren. Das Elefantenhaus im orientalischen Stil wurde zum Wahrzeichen des alten Zoos an der Promenade. Die Indische Elefantendame „August“ wurde erster Bewohner des Elefantenhauses. 1893 wurde ein Vogel-Warmhaus errichtet, das 1896 für erste Löwen und andere Großkatzen umgebaut wurde. 1899 wurde der Oberwärter Wenzel Beer durch Hermann Landois angestellt. Beer trat in den Folgejahren in Münster gelegentlich als Raubtierdompteur auf. Er vermittelte der Elefantenkuh „August“ einige Fertigkeiten, beispielsweise das Spielen von Mundharmonika und Drehorgel, den Umgang mit circensischen Podesten und Geräten. 1900 wurde das Raubtierhaus eröffnet und noch zu Lebzeiten Landois’ das Landois-Denkmal eingeweiht. Zusätzlich wurden von 1901 bis 1903 mehrere Relief-Medaillons als Denkmäler für verdiente Naturwissenschaftler enthüllt, die sich heute an einer „Ruhmesallee“ am Landois-Platz im Allwetterzoo befinden. Der Neubau des Bärenzwingers erfolgte 1908. Im Folgejahr wurde das Kleinsäugerhaus eröffnet. Der erste Königstiger sowie Schneeleoparden erreichten 1910 den Zoo, ein Eisbärenpaar folgte 1911. Das später als Vivarium genutzte zweite Affenhaus wurde 1912 errichtet.

### 1918 bis 1946
Der „Westfälische Verein für Vogelschutz, Geflügel- und Singvögelzucht“ wurde 1921 in den Verein „Westfälischer Zoologischer Garten e. V.“ umbenannt.
In der Zeit nach dem Ersten Weltkrieg wurde der Zoo weiter ausgebaut: Ein Rinderhaus wurde 1924 eröffnet und 1927 das Kamelhaus in Betrieb genommen. Im Jahr 1928 wurde der Bärenzwinger erweitert. Die ersten Seelöwen erreichten 1929 den Zoo. Neuzugänge in den folgenden Jahren waren Schimpansen und das Flusspferd „Fefi“. Die Einrichtung des Seelöwenbeckens erfolgte 1930. Das Eingangsgebäude wurde 1931 errichtet. 1935 wurde der Ententeich angelegt sowie die Erweiterung des Zoogeländes um das Dreieck vorgenommen. Im Jahr 1936 konnte ein neues Raubtierhaus in Betrieb genommen werden.
Im Zweiten Weltkrieg wurden zahlreiche Gebäude zerstört und viele Tiere getötet. Der Tiergarten wurde 1944 zu 75 % zerstört. Die beiden letzten Elefanten gingen als Reparationsleistung nach Belgien. Am 6. August 1946 konnte er wiedereröffnet werden.

### 1946 bis 1973
Im Jahr 1950 konnte wieder ein Elefant in das nur leicht beschädigte Elefantenhaus einziehen. Ihm folgten im selben Jahr Zebras und ein Jahr später Leoparden. Riesenkängurus kamen 1955 in den Zoo. 1956 fand mit Fertigstellung des neuen Raubtierhauses der Wiederaufbau seinen Abschluss. Eine Galápagos-Riesenschildkröte kam 1957. Im Folgejahr entstand ein erster Fernsehfilm über den Zoo. Aufgrund mehrerer toter Tiere wegen falschen Futters wurde 1959 ein Fütterungsverbot für Besucher erlassen. 1962 zogen Ameisenbären in den Zoo, und das Schweinehaus wurde eröffnet. Wisente wurden 1963 im Zoo begrüßt. 1964 besuchten erstmals über 500.000 Besucher den Zoo. 1966 wurde das Tropenhaus eröffnet.
1967 wurde die Einigung über den Tausch des alten Zoogeländes an der Promenade gegen ein größeres Areal auf der Sentruper Höhe erreicht. Die Stadtväter hatten das ehemalige Zoogelände der Westdeutschen Landesbank angeboten, um das Unternehmen in Münster zu halten, als dieses auf der Suche nach einem geeigneten Standort für einen Neubau gewesen war.

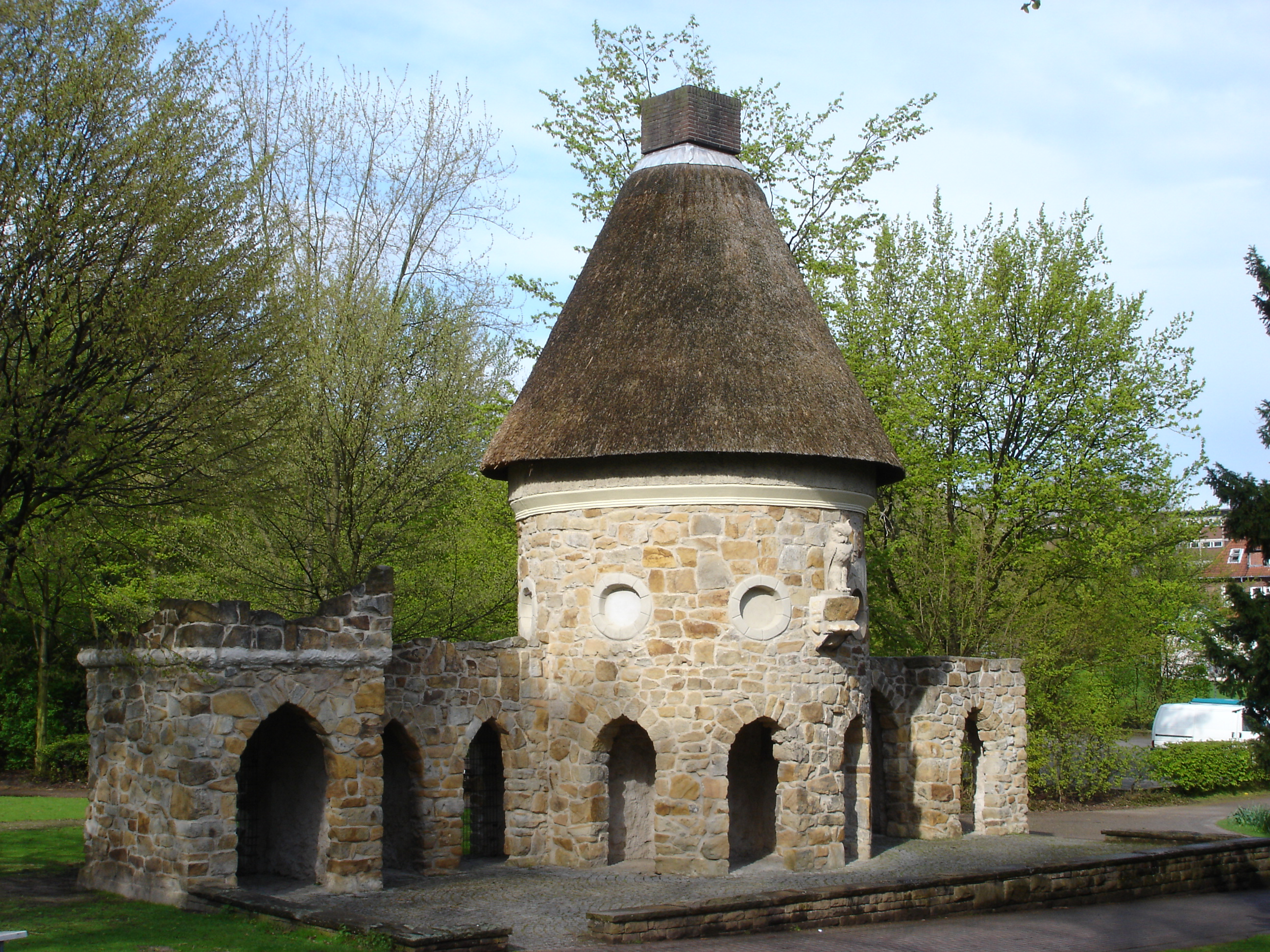
Eulenturm des alten Zoos

Nach fast hundertjährigem Bestehen schloss der alte Zoo Silvester 1973 seine Tore. Erhalten geblieben als Denkmal ist der ehemalige Eulenturm (ca. 1959). Die Bank nutzte ihren neuen Hauptsitz nur bis zum Jahr 2009.

### 1974 bis 2010
Im Februar 1974 waren Löwen und Tiger die ersten Tiere im neuen Allwetterzoo. Die meisten Tiere wurden über den Aasee verschifft. Am 2. Mai 1974 erfolgte die Schlüsselübergabe durch den Architekten Bernhard Kösters und die Tore des neu errichteten Zoos öffneten sich für die Besucher. Am 3. August 1974 wurde das Delfinarium eröffnet. Die städtebauliche Planung des Zoos stammt vom Münsteraner Architekten Harald Deilmann, die Landschaftsplanung von Günther Grzimek.
Im Jahr 1974 besuchten den Zoo erstmals über eine Million Besucher. 1978 entstand ein Streichelzoo mit Ziegen. 1990 zog ein Bongopaar in den Zoo. Ab 1993 waren Geparde zuerst beim Delfinarium, dann seit 1997 zwischen Giraffenhaus und Zoorestaurant auf den etwa 7500 m² umfassenden Feuchtwiesen heimisch. 1994 wurde ein neues Elefantenhaus für die Zuchtgruppe der asiatischen Elefanten eröffnet. 1998 bis 1999 wurden Freianlagen für Kattas und Guerezas eröffnet. Ab 1999 konnte das Delphinarium ganztägig außerhalb der Vorstellungen ohne Eintritt besucht werden. 2000 wurde die „Orangerie“, eine Anlage für Orang-Utans, eröffnet. Im Mai 2005 wurde der Kinder- und Pferdepark, im Juni 2005 die Biocity Münster eröffnet.

### Seit 2011
Im Jahre 2011 wurde mit dem Umbau der Elefantenanlage zu einem neuen, größeren „Elefantenpark“ begonnen. Im gesamten Dezember 2012 wurde den Besuchern des Zoos freigestellt, ihren Eintrittspreis selber festzulegen, um für einen Besucheraufschwung im saisonal bedingt am schwächsten besuchten Zeitraum des Jahres mit gerade einmal etwa 10.000 bis 12.000 Gästen zu sorgen. Der Allwetterzoo Münster war damit der erste Zoo Deutschlands, der vorübergehend das Konzept Pay-What-You-Want anwendete.
Das Delfinarium wurde im Februar 2013 aus finanziellen Gründen geschlossen und in Robbenhaven umbenannt, wo seitdem nur noch die Gruppe Kalifornischer Seelöwen lebt. Die Delfine wurden an das Dolfinarium Harderwijk in den Niederlanden abgegeben.
Im Juli 2013 wurde der Elefantenpark pünktlich eröffnet. Dabei wurde auch der geplante Kostenrahmen eingehalten.
Am 19. September 2013 wurde ein Pfleger auf der Außenanlage von Amurtiger Rasputin ins Genick gebissen, der Pfleger verstarb sofort. Er hatte offenbar vor dem Betreten der Außenanlage vergessen, den Schieber zu schließen, der die Innen- von der Außenanlage trennt, wodurch der Tiger nach draußen gelangen konnte und ihn als Eindringling angriff. Daraufhin wurde eine neue Sicherheitstechnik im Tigergehege eingebaut, die im März 2014 in Betrieb genommen wurde.
Der 8. März 2015 war für den Allwetterzoo der erfolgreichste Tag seit 1989, da ein neuer Besucherrekord von 13.528 Besuchern erreicht wurde. Selbst beim Zoojubiläum 2014, bei dem der Eintrittspreis bei nur drei Euro lag, wurde dieser Rekord mit 8825 Besuchern weit verfehlt.
Mit dem Tod von Tiger Rasputin und Löwe Jarah starben im Februar 2016 bzw. im März 2017 zwei langjährige Publikumsmagneten.
Am 30. Mai 2024 wurden vier Sibirische Tiger geboren, darunter eine Katze und drei Kater. Mutter Raya hatte Ende Januar 2024 bereits zwei Welpen zur Welt gebracht, die nicht überlebten. Es ist die erste erfolgreiche Zucht in Münster seit 1993. Sibirische Tiger gelten laut Roter Liste der Weltnaturschutzunion als „stark gefährdet“.

## Attraktionen

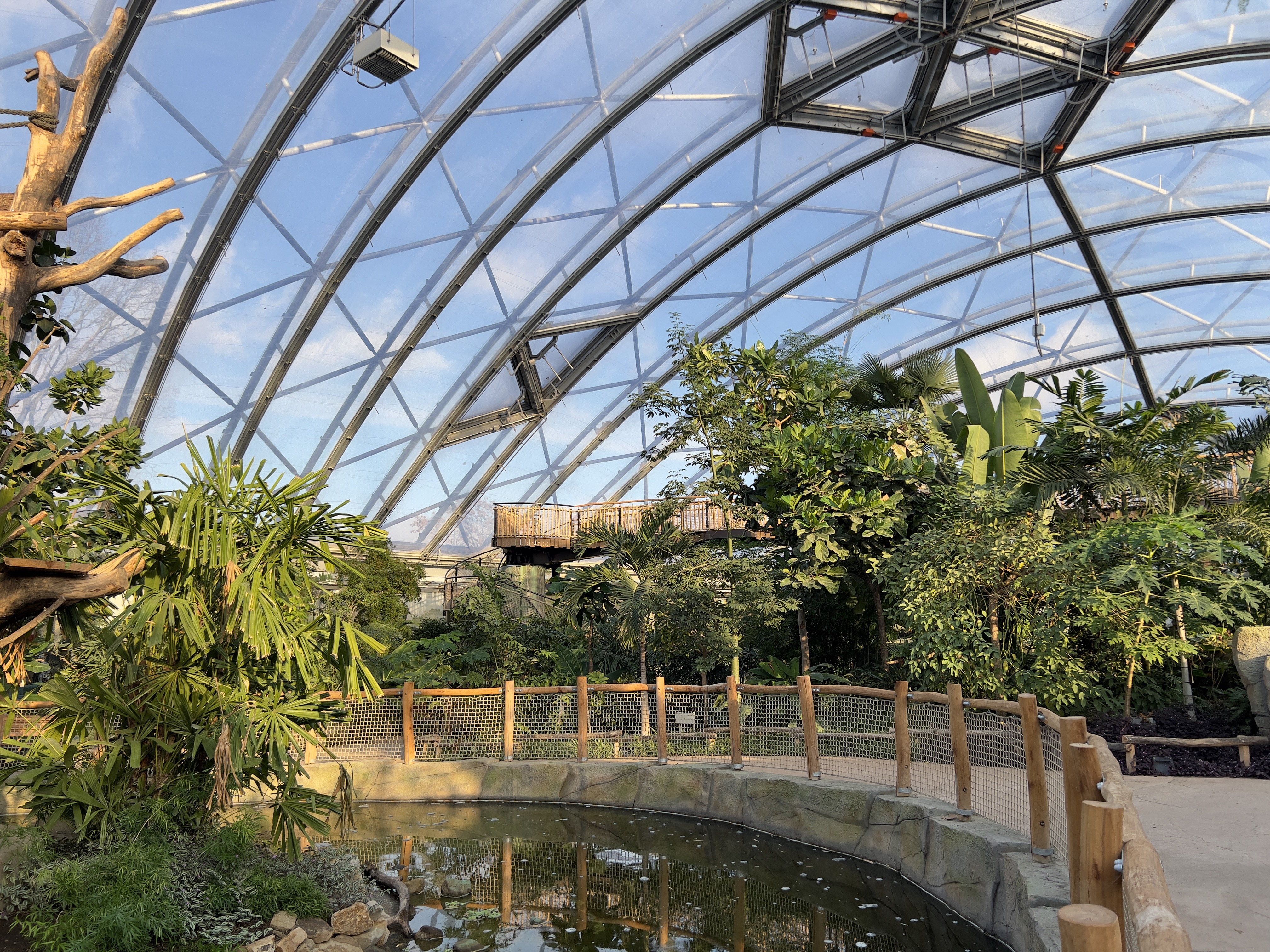
2023 neu eröffnete Meranti-Halle

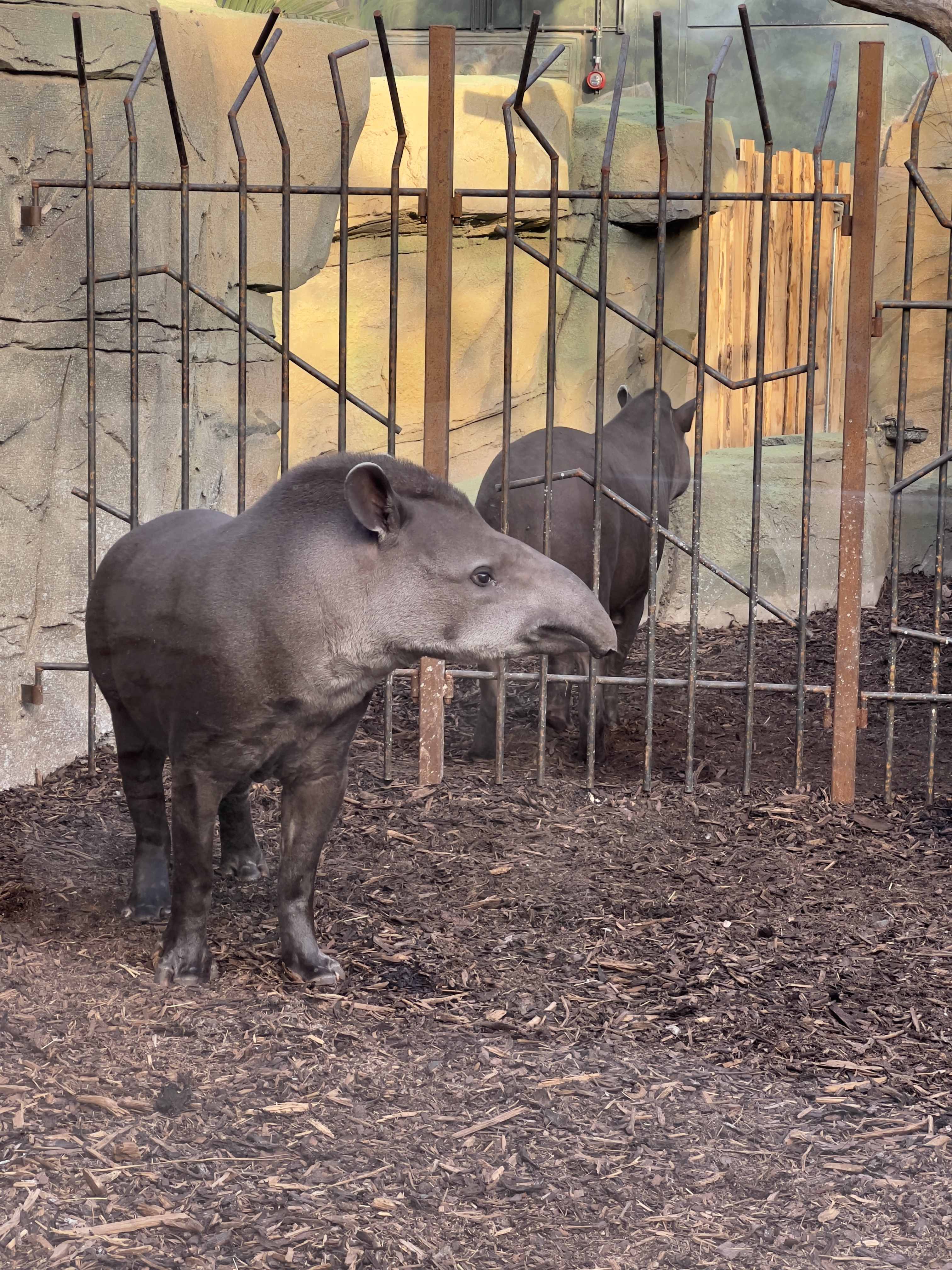
Flachlandtapire in ihrem Gehege in der Meranti-Halle

Heute sind im Allwetterzoo auf rund 30 Hektar etwa 300 verschiedene Tierarten zu besichtigen. Zu den Attraktionen zählen das Tropenhaus Meranti-Halle, das Menschenaffenhaus, das Löwenhaus, das Bärenhaus, das Elefantenhaus, der so genannte Kinder- und Pferdepark sowie das Aquarium.

### Tropenhaus: Meranti-Halle
Die Meranti-Halle ist ein 2023 eröffnetes Tropenhaus. Auf mehreren Ebenen können Rote Varis, Schwarze Brüllaffen, Flachlandtapire, Große Ameisenbären, Faultiere und Riesenotter beobachtet werden. Zudem gibt es Terrarien und frei fliegende Tropenvögel in der Halle. Für den Neubau wurde das alte Tropenhaus im Jahr 2021 abgerissen.
Insgesamt ist die Tropenhalle rund 4400 Quadratmeter groß und bis zu 16 Meter hoch. Der Bau hat 21,5 Millionen Euro gekostet und ist damit das teuerste Einzelprojekt in der Geschichte. Der Zoo-Verein Münster förderte das Projekt mit einer Spende in Höhe von einer Million Euro.
Eine Herausforderung beim Bau stellte die Wärmeversorgung dar. Das Ziel des Zoos war es, ein möglichst sparsames Tropenhaus zu bauen. Dafür wird auf das Prinzip der Erd-Wärmepumpe gesetzt: 34 Erdsonden befördern Wasser aus einer Tiefe von rund 250 Meter nach oben. In allen Wänden und Böden sind Schläuche verlegt, die – je nach Bedarf – die Halle heizen oder kühlen. Zudem gibt es eine Photovoltaik-Anlage. Nach Angaben des Zoos kann bislang rund 60 Prozent der benötigten Energie durch Geothermie selbst bereitgestellt werden (Stand: Ende 2024). Man arbeite aber an weiteren Verbesserungen, um das Tropenhaus noch nachhaltiger zu bewirtschaften.

### Artenschutzcampus

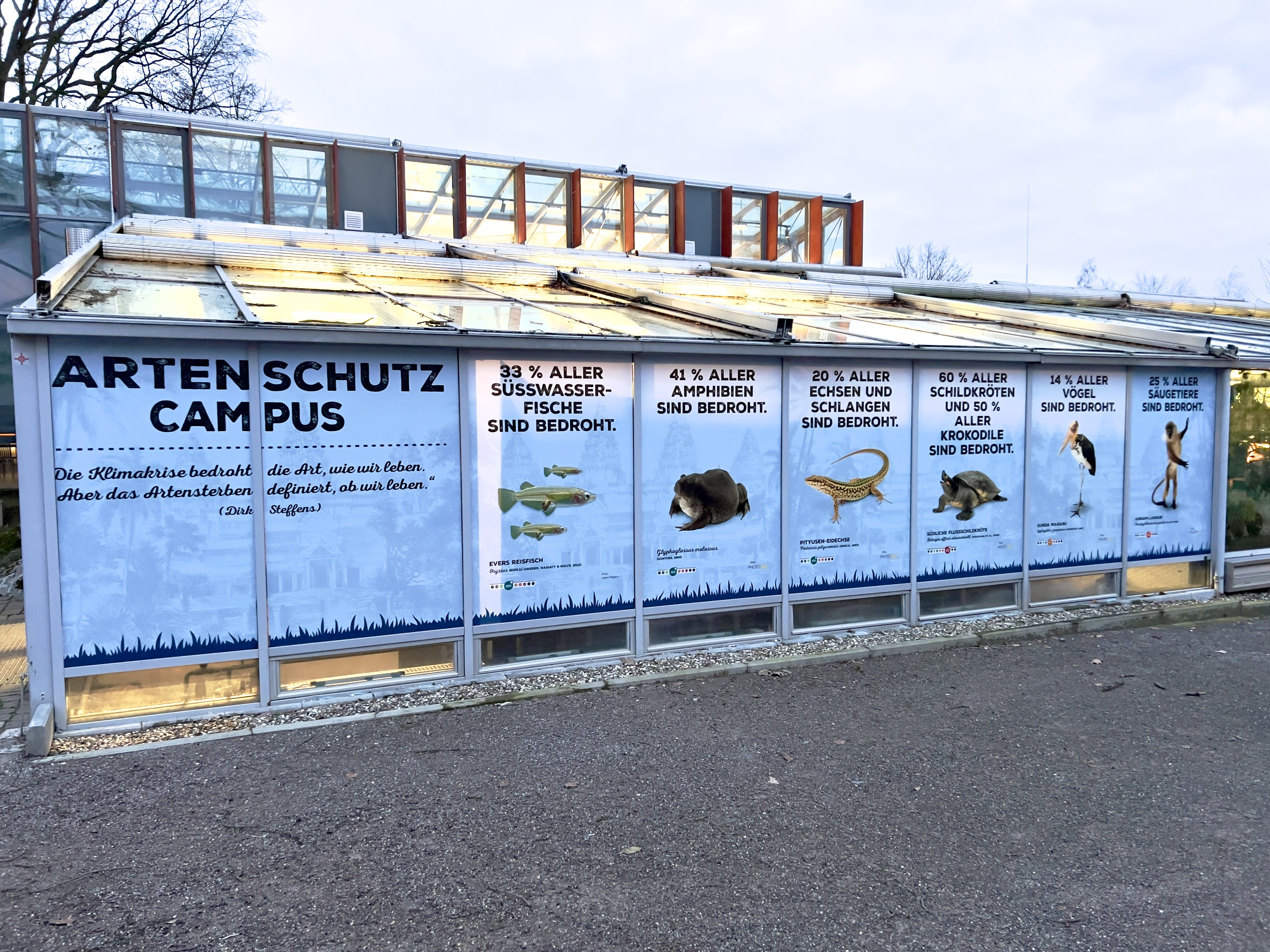
Artenschutzcampus am Eingangsbereich

Der Oktober 2023 neu eröffnete Artenschutzcampus, in dem besonders stark bedrohte Tierarten oder vom Zoll beschlagnahmte tierische Exponate gezeigt werden, ist in den Räumlichkeiten der ehemaligen BioCity am Zooeingang untergebracht. Insgesamt zeigt der Zoo hier 20 zum Teil vom Aussterben bedrohte, oftmals weniger bekannte, Tierarten. Unter anderem werden hier Deserta-Taranteln, Mitchells Warane, Néhoué-Zwerggeckos (Dierogekko nehoueensis), Himmelblaue Zwergtaggeckos (Zootier des Jahres 2024) und Evers-Reisfische gehalten. Auch in der Natur bereits ausgestorbene Tiere wie die Simandoa-Höhlenschabe sind zu sehen. Zudem entsteht hier in Zusammenarbeit mit dem Tiergarten Nürnberg, Zoo Wuppertal, Nabu, Landesbund für Natur- und Vogelschutz und Citizen Conservation eine Zuchtstation für den heimischen bedrohten Feuersalamander, welche durch Besucherfenster einsehbar ist.
Innerhalb des Gebäudes liegt auch das Internationale Zentrum für Schildkrötenschutz (IZS) (siehe unten), dessen Schildkröten zum Teil ebenfalls von der Besucherseite aus gesehen werden können.

### Weitere Anlagen

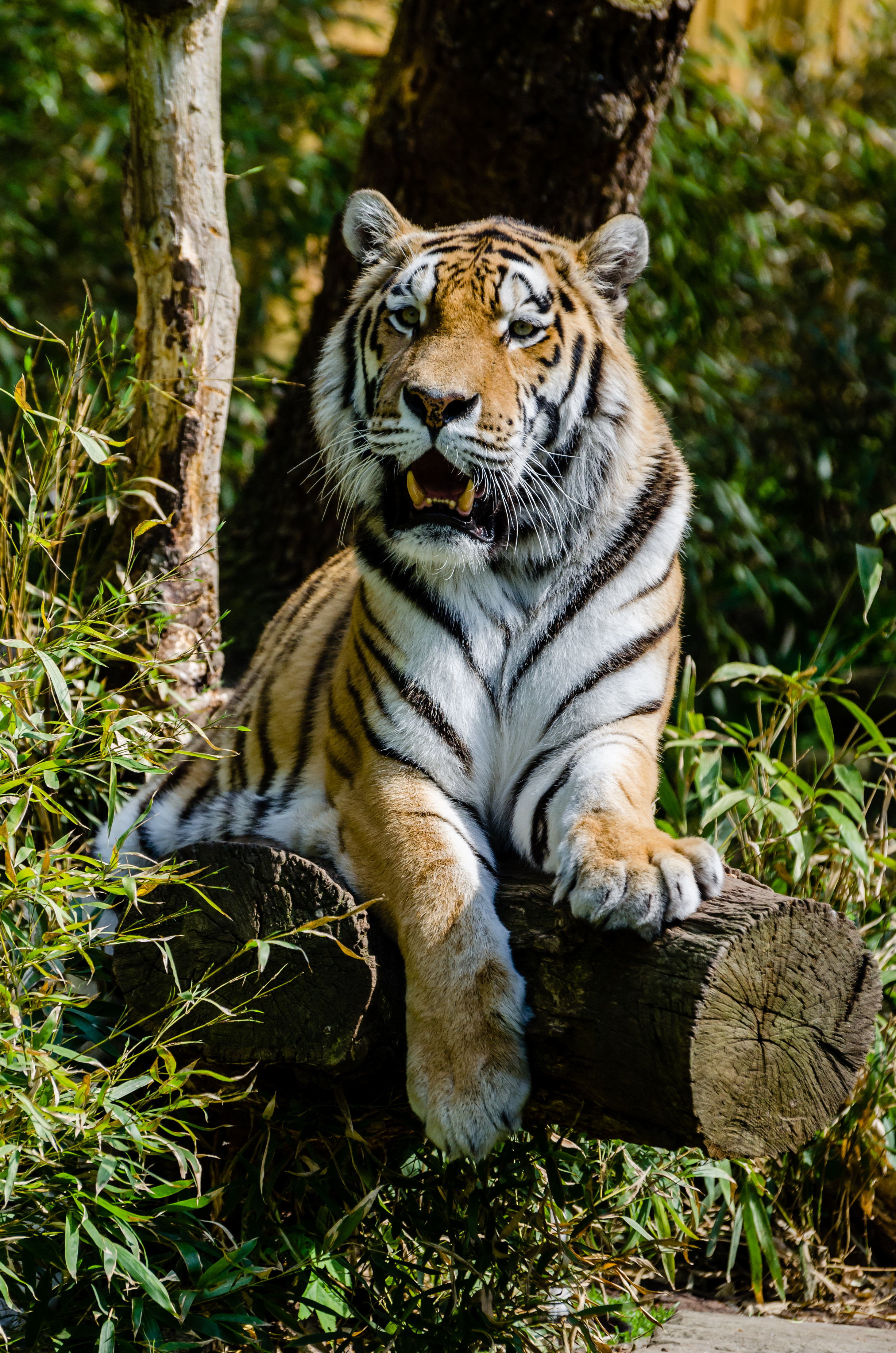
Sibirischer Tiger Rasputin

Westlicher Kleiner Panda

- Bärenhaus mit Rothunden und Lippenbären. Diese Tiere teilen sich einen Teil der Außenanlage. Die syrischen Braunbären wurden 2019 abgegeben und die Malaienbären 2022, aufgrund der beginnenden Umsetzung des Masterplans 2030 plus.[26]
- Kinder- und Pferdepark mit Wild- und Hauspferden sowie Islandpferden, Mongolenponys, Przewalskipferden und Wolfsgehege.
- Sibirische Tiger und Nordpersische Leoparden
- Elefantenhaus mit Tropenhalle für Asiatische Elefanten und Halle für Breitmaulnashörner sowie Außenanlagen für Nashörner, Elefanten und Erdmännchen. In der Elefantenhalle ist die begehbare Voliere für Gebirgsloris untergebracht.
- Im Afrikapanorama leben rund 50 afrikanische Großtiere wie Steppenzebras, Gnus, Wasserböcke, Elenantilopen und Blauhalsstrauße. Auf dem Wassergraben davor Krauskopfpelikane.
- Giraffenanlage mit Netzgiraffen.
- Geparde und Kleine Pandas.
- Löwenhaus mit Löwen, Fossas sowie Nilflughunden und Zwerggleitbeutlern.
- Africaneum für Gorillas, Warzenschweine, Rotscheitelmangaben und Varis, mit begehbarer Anlage für Kattas.
- Haus für „Niedere Affen“ (Kapuzineraffen, Löwenäffchen und Springtamarine) und Kugelgürteltiere, mit begehbaren Anlagen für Guerezas.
- Watvogelanlage (Säbelschnäbler, Austernfischer, Rotschenkel, Kampfläufer und Zwergsäger).
- Brillenpinguine und Kegelrobben.
- ZoORANGerie – die auf den Grundmauern der alten Eisbäranlage errichtete Anlage beherbergt Orang-Utans und asiatische Zwergotter.
- Aquarium (Fische, Reptilien, Amphibien und Insekten).

### Robbenhaven und Westfälisches Pferdemuseum
Auf dem Gelände des Allwetterzoos sind auch Robbenhaven und das Westfälische Pferdemuseum angesiedelt. Bei Robbenhaven und dem Pferdemuseum handelt es sich vom Allwetterzoo unabhängige und eigenständige Betriebe mit jeweils eigener Verwaltung und Geschäftsführung, die jedoch eng miteinander kooperieren. Da beide Betriebe auf dem Gelände des Allwetterzoos liegen, wurde vor vielen Jahren die Entscheidung getroffen, den Eintritt für beide Institutionen in den Eintrittspreis des Allwetterzoos zu integrieren, sodass für Allwetterzoo, Robbenhaven und Westfälisches Pferdemuseum nur ein Eintrittspreis an der Zookasse entrichtet werden muss.
Im Februar 2024 teilte die Direktorin des Allwetterzoos Münster mit, dass der Pachtvertrag mit dem Robbenhaven nicht verlängert wird. Zum Ende des Jahres wurde die Haltung der Kalifornischen Seelöwen aufgegeben. Das  Gebäude soll umgenutzt werden.

### Direkter Kontakt mit den Tieren
An unterschiedlichen Stellen können die Besucher des Allwetterzoos die Tiere unmittelbar erleben:
- Elefantenfütterung
- Pinguinmarsch
- Fütterung von Pinguinen
- Drei begehbare Affenanlagen (Katta, Guereza, Roter Vari)
- Tropenhalle (Meranti-Halle)
- Streichelzoo mit Ziegen, Ponys, Hühnern und einem Schwein
- begehbare Voliere mit Gebirgsloris im Elefantenhaus
- Watvogelvoliere
- begehbares Gehege für Bennettkängurus an der Meranti-Halle

## Artenschutz
Der Allwetterzoo unterstützt den Erhalt bedrohter Arten durch die Beteiligung an Naturschutz-, Zucht- und Auswilderungsprogrammen. Dafür gibt es einen Kurator, der verschiedene Artenschutzprojekte und -initiativen koordiniert.
2003 wurde in Kooperation mit der Deutschen Gesellschaft für Herpetologie und Terrarienkunde (DGHT), der Zoologischen Gesellschaft für Arten- und Populationsschutz (ZGAP) und dem Züchter Elmar Meier das Internationale Zentrum für Schildkrötenschutz (ISZ) eröffnet. Das ISZ befindet sich in den Räumen des Artenschutzcampus, ist aber für Besucher nur im Rahmen angemeldeter Besichtigungen zugänglich. Ziel des ISZ ist der Erhalt der Populationen bedrohter asiatischer Schildkröten und ihre Wiederansiedlung. Nach eigenen Angaben hat das IZS mindestens eine Art vor dem Aussterben gerettet.
Das Angkor Centre for Conservation of Biodiversity (ACCB) in Kambodscha wurde, basierend auf einer Idee vom Sam Veasna, von Jörg Adler und Stephan Goetz unter Mithilfe der ZGAP und Roland Wirth im April 2003 mit der Grundsteinlegung gegründet. Seit dieser Zeit befindet es sich in der Trägerschaft des Allwetterzoos in Münster, wurde stetig zu einem der führenden Artenschutzzentren in Kambodscha aufgebaut und ist damit auch einer der ersten Grundpfeiler der sehr erfolgreichen Artenschutzarbeit des Allwetterzoos. Im Fokus der Arbeit des ACCB stehen drei Themen: Artenschutz, denn das ACCB unterhält Erhaltungszuchten und wildert Nachzuchten aus. Bildung, denn das ACCB organisiert Weiterbildungen für andere Naturschutz-Organisationen, Behörden und buddhistische Mönche. Tierschutz, denn das ACCB ist Auffangstation für verletzt aufgefundene oder beschlagnahmte Tiere bedrohter Arten. Für diese Themen engagieren sich rund 40 Mitarbeitende im ACCB und versorgen über 1000 Tiere, die zu 98 % bedrohte Arten repräsentieren. Im Februar 2024 wurden 100 der stark vom Aussterben bedrohten Gelbkopfschildkröten in die Natur entlassen. Es handelt sich dabei um das größte Auswilderungsprojekt des Allwetterzoos in seiner Geschichte.
Gemeinsam mit dem WWF Deutschland hat der Allwetterzoo Münster eine Kooperation zum Schutz und Erhalt der Persischen Leoparden. Langfristiges Ziel ist es, dass Nachzuchten aus Münster in Wiederauswilderungsstationen geben werden können.
Seit 2011 kooperiert der Allwetterzoo Münster mit der Naturschutzorganisation Green Balkans in Bulgarien. Nachzuchten von Gänsegeiern kommen von Münster nach Bulgarien, wo sie auf die Auswilderung vorbereitet werden. Bereits 14 Tiere konnten (Stand 2023) erfolgreich ausgewildert werden.
Besucher des Allwetterzoo Münster sind eingeladen, den freiwilligen Artenschutz-Euro zu zahlen. Mit diesem Geld unterstützt der Zoo unter anderem die Projekte und Partner „Zootier des Jahres“, West African Primate Conservation Action (WAPCA), Instituto Araguaia, WCB Research Foundation, Forrest Guardians, Action Indonesia, Cat Ba Langur Conservation Project (CBLCP) sowie Conservation Planning Specialist Group (CPSG).
Im Allwetterzoo Münster sind fünf Europäische Erhaltungszuchtprogramme (EEP) verortet. Es handelt sich um die für Anoa (Berg- und Tiefland-Anoa), Lippenbär und Orang-Utan. Zudem wurden die Schildkrötenarten Cuora aurocapitata, Cuora mccordi, Cuora zhoui, Cuora galbinifrons, Cuora bourreti und Cuora picturata, es handelt sich jeweils um Scharnierschildkröten, zu zwei Zuchtbüchern zusammengefasst.
Bis zu ihrer Schließung 2013 unterstützte die Delphinarium Münster GmbH im Allwetterzoo Münster die in Südamerika tätige Umweltschutzgesellschaft Yaqu Pacha. Eine weitere Zusammenarbeit besteht mit der Southern African Foundation for the Conservation of Coastal Birds.
Das erste Artenschutzzentrum eines deutschen Zoos betreibt Schutzprojekte in Vietnam und Kambodscha und ist Sitz der Stiftung Artenschutz. In diesem Rahmen konnten 2012 in Vietnam nach fünfjähriger Projektvorbereitungszeit zwei Goldkopflanguren-Weibchen, eine der seltensten Affenarten weltweit, erfolgreich umgesiedelt werden.

## Tierzahlen
Während Landois anfangs noch das Ziel hatte, ausschließlich „die in Europa einheimischen Säugethiere möglichst vollzählig“ zu zeigen, verlangte das Publikum schon bald nach Tieren aus anderen Kontinenten. Bereits im Jahr 1876 wurde ein Affenhaus errichtet.
Die folgende Tabelle zeigt die Entwicklung des Tierbestandes im Zoo bis 2016.
| Datum             | insgesamt | insgesamt | Säugetiere | Säugetiere | Vögel | Vögel | Reptilien | Reptilien | Amphibien | Amphibien | Fische | Fische | Wirbellose | Wirbellose |
| Datum             | Arten     | Tiere     | Arten      | Tiere      | Arten | Tiere | Arten     | Tiere     | Arten     | Tiere     | Arten  | Tiere  | Arten      | Tiere      |
| ----------------- | --------- | --------- | ---------- | ---------- | ----- | ----- | --------- | --------- | --------- | --------- | ------ | ------ | ---------- | ---------- |
| 1914              | 218       |           |            |            |       |       |           |           |           |           |        |        |            |            |
| 31. März 1930     | 210       | 618       |            |            |       |       |           |           |           |           |        |        |            |            |
| 31. März 1934     | 293       | 860       | 90         | 226        | 197   | 625   | 6         | 9         |           |           |        |        |            |            |
| 31. Dezember 1950 | 162       | 474       | 45         | 137        | 137   | 283   | 9         | 44        | 1         | 8         |        |        |            |            |
| Sommer 1956       | 330       | 920       |            |            |       |       |           |           |           |           |        |        |            |            |
| 31. Dezember 1962 | 341       | 1164      |            |            |       |       |           |           |           |           |        |        |            |            |
| 31. Dezember 1965 | 337       | 1202      |            |            |       |       |           |           |           |           |        |        |            |            |
| Sommer 1972       | 380       | 1700      |            |            |       |       |           |           |           |           |        |        |            |            |
| April 1975        | 408       | 1355      | 83         | 396        | 169   | 489   | 60        | 143       | 2         | 2         | 86     | 277    | 8          | 48         |
| 31. Dezember 1979 | 423       | 1970      |            |            |       |       |           |           |           |           |        |        |            |            |
| 31. Dezember 1984 | 391       | 2030      |            |            |       |       |           |           |           |           |        |        |            |            |
| 31. Dezember 1989 | 352       | 2242      |            |            |       |       |           |           |           |           |        |        |            |            |
| 31. Dezember 1994 | 338       | 2220      |            |            |       |       |           |           |           |           |        |        |            |            |
| 31. Dezember 1999 | 319       | 3401      | 63         | 584        | 105   | 586   | 33        | 192       | 11        | 221       | 75     | 1165   | 32         | 653        |
| 31. Dezember 2005 | 368       | 3518      | 73         | 650        | 98    | 558   | 52        | 230       | 10        | 137       | 100    | 1516   | 35         | 427        |
| 31. Dezember 2008 | 302       | 3088      | 64         | 580        | 78    | 517   | 29        | 148       | 7         | 43        | 78     | 1339   | 46         | 461        |
| 31. Dezember 2012 | 295       | 3020      | 63         | 557        | 61    | 484   | 24        | 75        | 7         | 48        | 84     | 1194   | 56         | 662        |
| 31. Dezember 2013 | 320       | 3054      | 60         | 617        | 59    | 477   | 24        | 87        | 6         | 39        | 93     | 1050   | 78         | 784        |
| 31. Dezember 2014 | 345       | 3492      | 72         | 585        | 65    | 486   | 33        | 101       | 7         | 50        | 97     | 1299   | 86         | 910        |
| 31. Dezember 2015 | 298       | 3447      | 65         | 431        | 56    | 442   | 21        | 101       | 6         | 78        | 75     | 1333   | 75         | 1062       |
| 31. Dezember 2016 | 311       | 3614      | 63         | 409        | 56    | 501   | 26        | 92        | 6         | 50        | 83     | 1822   | 77         | 740        |

## Leitung
Bis Ende der 1950er Jahre war der Vereinsvorsitzende als Leiter des geschäftsführenden Ausschusses der Direktor, der zoologische Leiter amtierte als Inspektor. Erst seit 1960 trägt er den Titel eines Zoodirektors. Seit dem Neubau des Zoos war dieser als Aktiengesellschaft Westfälischer Zoologischer Garten AG, getragen vom Zooverein und von der Stadt Münster, organisiert. Seit 1985 leitet die Westfälischer Zoologischer Garten GmbH den Zoo.
| Vorsitzende des Zoovereins | Vorsitzende des Zoovereins | Zoodirektoren |
| --- | --- | --- |
| - 1871–1876 Hermann Landois - 1876–1884 Franz v.Olfers - 1884–1894 Vormann - 1894–1905 Hermann Landois - 1906–1907 B. Wulff - 1907–1909 Paul Maerker - 1909–1910 Wohmann - 1910–1922 Ferdinand Verfürth - 1924–1928 Hermann Reichling - 1928–1933 Theodor Rincklage - 1933–1937 Karl Humborg - 1937–1945 Franz Falger | - 1945–1948 Hermann Reichling - 1948–1952 Theodor Geringhoff - 1952–1959 Julius Rohr - 1959–1974 Matthias Lückertz - 1974–1979 Heinrich Stadtbäumer - 1979–1982 Werner Schulze Buschhoff - 1982–1997 Rudolf Wilbrand - 1997–2001 Ralph Ziegler - 2001–2008 Katharina Krüger - seit 2008 Helge Peters | - 1875–1905 Hermann Landois - 1908–1925 Heinrich Goffart - 1925–1933 Richard Neuhaus - 1933 Abel - 1934 Goffart - 1934–1935 M.A.Hans Bungartz - 1936–1945 Heinz Randow - 1945–1948 Hermann Reichling - 1949–1957 Ludwig Zukowsky - 1957–1960 Heinemann - 1960–1980 Helmut Reichling - 1980–1994 Götz Ruempler - 1994–2012 Werner Schmitz - 1996–2015 H. Jörg Adler - 2016–2020 Thomas Wilms - seit 2020 Simone Schehka |
| Vorsitzende des Aufsichtsrates | Vorsitzende des Aufsichtsrates | Kaufmännische Leiter |
| - 1969–1974 Werner Weritz - 1974–1979 Rudolf Wilbrand - 1979–1982 Tono Dreßen - 1982–1989 Udo Kreyenborg - 1990–2002 Karl August Peters - 2002–2019 Rainer Knoche - seit 2019 Ludger Hellenthal | | - 1969–1979 Holm Oberstadt - 1979–1980 Wolfram Sobotta - 1981–1994 Werner Schmitz |

## Mitarbeiterstruktur
Im Jahr 2012 arbeiteten im Zoo inklusive des Geschäftsführers insgesamt 85 Personen. Dabei war die Mehrheit (46) in der Tierpflege beschäftigt, vier befanden sich in der Ausbildung, jeweils elf waren Teil der kaufmännischen oder der technischen Abteilung. Sechs Gärtner pflegten den Zoo und sechs weitere Menschen arbeiteten in der zoologischen Abteilung.

## Besucherzahlen
Im Folgenden sind die Besucherzahlen nach Jahr sortiert aufgelistet. Der sprunghafte Besucherrückgang ab 2014 ist damit zu erklären, das nicht mehr der VDZ-Schlüssel angezeigt wird, sondern die gezählten Besucher.
| Jahr    | Besucher        |
| ------- | --------------- |
| 1875    | Eröffnung       |
| 1921/22 | 129.102         |
| 1922/23 | 127.739         |
| 1924/25 | 137.078         |
| 1928/29 | 178.711         |
| 1932/33 | 145.405         |
| 1936/37 | 178.185         |
| 1945    | 0 (geschlossen) |
| 1950    | 199.680         |
| 1955    | 327.707         |
| 1962    | 470.000         |
| 1964    | >500.000        |

Neueröffnung des Allwetterzoos
| Jahr | Besucher  |
| ---- | --------- |
| 1974 | 1.242.431 |
| 1979 | 767.129   |
| 1984 | 825.096   |
| 1989 | 845.997   |
| 1994 | 718.127   |
| 1999 | 830.903   |
| 2003 | 908.447   |
| 2004 | 895.200   |
| 2005 | 977.324   |
| 2006 | 1.031.337 |

| Jahr | Besucher                |
| ---- | ----------------------- |
| 2007 | 1.018.754               |
| 2008 | 950.760                 |
| 2009 | 991.990                 |
| 2010 | 871.427                 |
| 2011 | 935.918                 |
| 2012 | 938.360                 |
| 2013 | 976.032                 |
| 2014 | 947.730 (VDZ-Schlüssel) |
|      | 556.305 (gezählt)       |
| 2015 | 915.000 (VDZ-Schlüssel) |
|      | 618.000 (gezählt)       |

| Jahr | Besucher |
| ---- | -------- |
| 2016 | 615.000  |
| 2017 | 649.116  |
| 2018 | 676.678  |
| 2019 | 680.151  |
| 2020 | 542.000  |
| 2021 | 613.241  |
| 2023 | 691.919  |
| 2024 | 751.000  |

## Medien
Die im Allwetterzoo produzierte Tier-Doku Serie Pinguin, Löwe & Co. wurde 2006 von der ARD gesendet. Die Dreharbeiten begannen im November 2005, jede der Folgen dauert 50 Minuten. Diese Dokumentation entstand aufgrund des Erfolges der Sendung Elefant, Tiger & Co., die im Zoo Leipzig gedreht wurde. Im Frühjahr 2008 wurden 40 neue Folgen von Pinguin, Löwe & Co. durch die Produktionsfirma Encanto im Allwetterzoo produziert.
Im Mai und Juni 2006 gab es einige Sendungen des WDR über den Zoo, unter anderem mit Interviews mit Tierpflegern, Berichterstattungen über Jörg Adler sowie den Beschäftigungsmöglichkeiten der Tiere. Der Schwan Petra zog Medienberichterstattung auf sich, als er mit seinem Tretboot 2006 und 2007 im Zoo überwinterte. Ebenfalls durch Auftritte im Fernsehen bekannt ist der Brillenpinguin Sandy, der zu den bekannten Zootieren Deutschlands gehört.
Am 27. Mai 2018 feierte der 33. Fall des fiktiven Tatort-Ermittlerduos Thiel und Boerne im Ersten Premiere. Die Folge Schlangengrube, in der Kommissar Thiel undercover als Tierpfleger ermittelt, spielt im Zoo.

## Lichtinstallationen
In der Weihnachtszeit wurden von 2019 bis 2023 unter dem Motto „Christmas Garden“ auf einem ca. zwei Kilometer langen Rundweg Lichtinstallationen und -objekte gezeigt. Seit 2024 findet die Nachfolgeveranstaltung „XMAS Lights“ in der Weihnachtszeit statt.

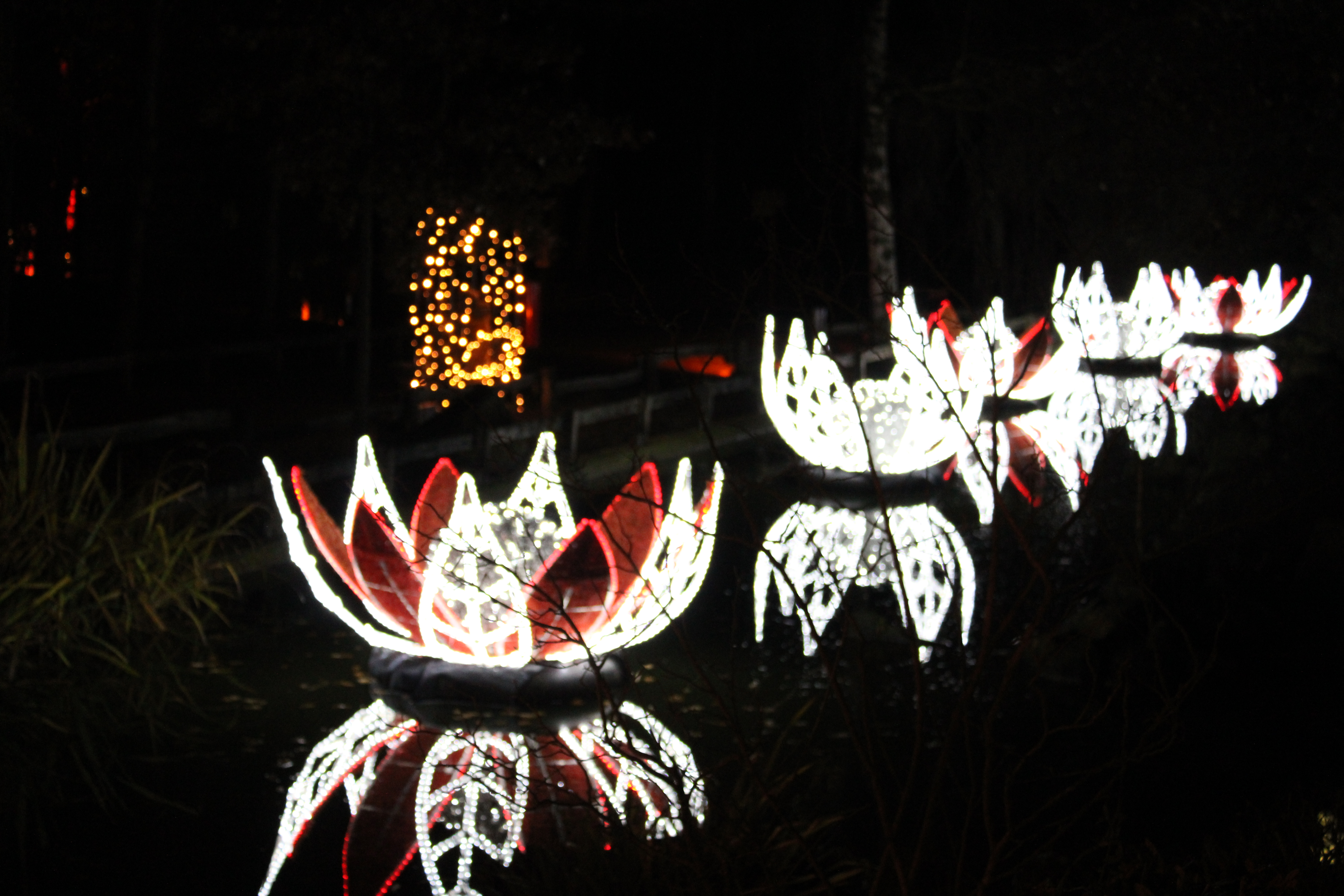
Seerosen
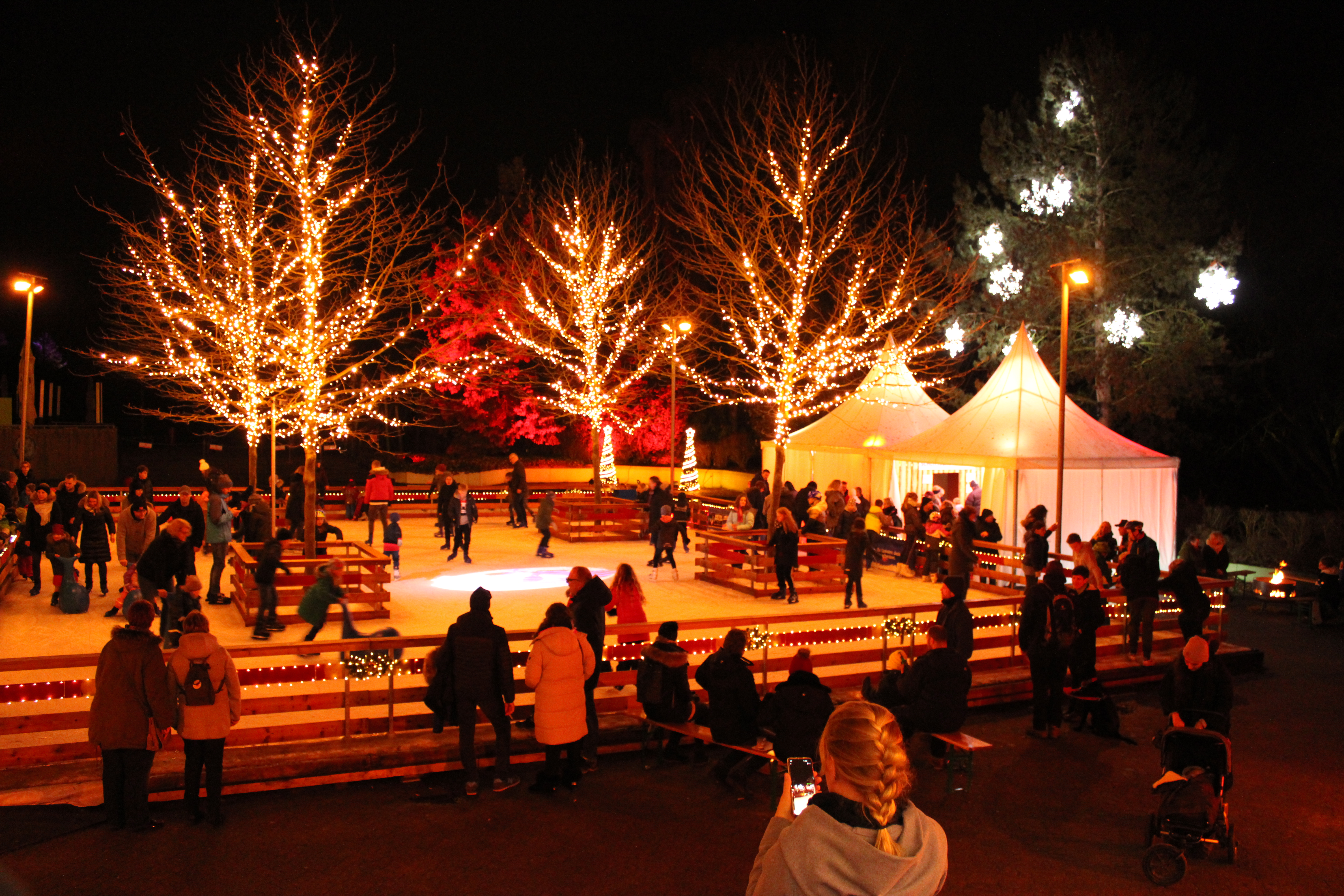
Eislauffläche